# Brachygaster minutus
Brachygaster minutus is een vliesvleugelig insect uit de familie van de hongerwespen (Evaniidae). De wetenschappelijke naam van de soort is voor het eerst geldig gepubliceerd in 1791 door Olivier.